# Кефија
Кефија (арапски: كُوفِيَّة, романизовано: Kūfīyah), такође регионално позната као хата (حَطَّة, ḥaṭṭa), гутра (غترة, ghutrah) или шемаг (شماغ, shemagh), је традиционална мушка марама за главу која се носи у деловима Блиског истока. Израђује се од квадратне мараме, обично направљене од памука. Кефија је посебно распрострањена у сувим и пустињским пределима, јер пружа заштиту од сунчевих зрака, прашине и песка. За учвршћивање кефије на глави, често се користи црна или вишебојна узица позната као агал (арапски: عقال).

## Етимологија
Реч кефија (арапски: كُوفِيَّة) појављује се у арапском језику након крсташких ратова, а највероватније дели европско порекло са енглеском речи coif (покривало за главу). Постоји мишљење да је у арапски ушла посредно, преко речи الكفة (ал-кафа), што значи „манжетна“.
Муртада ал-Забиди изводи кефију из арапске речи الكهف (ал-кахф), која значи „пећина“, због заобљеног облика мараме која подсећа на куполу пећине. Према народној етимологији, назив се повезује са градом Куфа у Ираку.

### Гутра
Реч гутра (арапски: غُترَة, романизовано: ghutra) потиче од арапског корена غتر (ghatr), који значи „покрити“. Рани прикази Арапа углавном их приказују са турбанима, па није сасвим јасно када је кефија (или гутра) постала прихватљива као део одеће виших друштвених слојева. Док писани извештаји о гутри потичу из раног 18. века, најранији познати приказ потиче из 19. века (портрет Абдулаха бин Сауда ал Сауда, направљен пре његовог погубљења 1819. године).

## Порекло
Мараме за главу развиле су се међу пустињским номадима као практична заштита од сунца.

## Врсте и варијације
Кефију носе Арапи са Блиског истока, Курди и Језиди. Према Анастасу ал-Кармалију, Јоханес Котовикус је у 16. веку споменуо јеврејску кефију. Историјски гледано, након контакта са Арапима, неки Курди су напустили традиционални турбан и почели да носе кефију са агалом. Ирачки Туркмени је носе и зову је џамдани, док је Оманци зову мусар. Без обзира на назив, кефија се израђује у више боја и стилова, са различитим начинима везивања у зависности од регионалног порекла и природе прилике. Оманци не користе агал, већ је везују преко куме за свечане прилике.
Током свог боравка међу Марш Арапима у Ираку, Гавин Јанг је приметио да локални сејиди, „поштовани људи који се сматрају потомцима пророка Мухамеда и Алија ибн Аби Талиба“, носе тамнозелене кефије, за разлику од црно-белих карираних које су биле типичне за становнике тог подручја.

### Јордански шемаг
Један од типова кефије је шемаг, карирани шал црвено-беле боје са ресама. Величина реса симболизује друштвени статус особе, што су ресе веће, то је особа угледнија. Ова црвено-бела кефија повезује се са Јорданом и сматра се националним симболом те земље. Шамаг се углавном носи у Јордану и међу бедуинским заједницама. Израђује се од памука. Јордански шамаг и палестинска кефија се разликују по боји и географском значењу.

### Палестинска кефија
Пре 1930-их година, арапски сељаци и пастири носили су белу кефију са агалом (ужетом), док су градски становници и образована елита носили отомански тарбуш (фес). Током Арапске побуне у Палестини (1936–1939), арапски побуњенички команданти наредили су свим Арапима да носе кефију. Године 1938, британски високи комесар у Палестини, Херолд Макмајкл, известио је: „Ова 'наредба' је извршена изненађујуће послушно, и није претеривање рећи да је за месец дана осам од десет тарбуша у земљи замењено кефијом и агалом.“
Након окончања побуне, већина становништва се вратила ношењу тарбуша или су одлучили да не носе мараме за главу.
Црно-бела кефија добила је на значају током 1960-их година са почетком палестинског отпора и усвајањем овог симбола од стране палестинског лидера Јасера Арафата.

### Остале варијанте шемаг
Поред јорданског шемага, постоје и друге регионалне варијације. Египатски Синај шемаг и саудијски шемаг (познат и као гутра) представљају посебне верзије ове традиционалне мараме за главу.

## Друге културне симболике
Рани јеврејски досељеници у Мандатну Палестину прихватили су кефију јер су је видели као део аутентичног локалног начина живота. У Турској је кефија била забрањена до 2000-их јер се сматрала симболом солидарности са Радничком партијом Курдистана.

## Западњаци у кефији
Британски пуковник Томас Едвард Лоренс (познатији као Лоренс од Арабије) вероватно је најпознатији западњак који је носио кефију и агал током свог учешћа у Арапској побуни у Првом светском рату. Његова слика у овој одећи постала је још познатија захваљујући филмској епици Лоренс од Арабије, у којој га је глумио Питер О’Тул.
Многи јеврејски ционски имигранти у Османској Палестини и Мандатној Палестини носили су кефију као симбол „блискости и припадности локалном арапском становништву”. Ово су били чланови омладинских група, политичке личности и милитанти, укључујући и организацију Хашомер. Други јеврејски становници Палестине користили су кефију као део оријенталистичког костима приликом фотографисања у студију. Након Палестинских немира 1929. године и Арапске побуне 1936–1939, популарност кефије је опала. Међутим, током 1940-их и 1950-их кефију је још увек било могуће видети у Израелу, и то на политичарима и војницима. Са успоном Јасера Арафата и његовом препознатљивом кефијом, ово одевање је престало да буде популарно међу Израелцима и постало је искључиво симбол палестинског национализма.
Током 1920-их, у ери немог филма у америчкој кинематографији, оријенталистичке теме о егзотичном Блиском истоку постале су популарне, делом због перцепције Арапа као савезника у Првом светском рату. Кефије су постале стандардни део сценских костима, а у главним мушким улогама често су били западни глумци који су тумачили арапске ликове, носећи кефију са агалом (као у филмовима Шеик и Син Шеика са Рудолфом Валентином).

## Модни тренд
Као и други комади одеће који су постали популарни током ратних периода, попут мајица, војних одела (фатиге) и каки панталона, и кефија је стекла статус стилске и модне одеће међу неарапским носиоцима на Западу. Кефије су постале популарне у Великој Британији седамдесетих година 20. века, а у Сједињеним Америчким Државама су биле у тренду крајем 1980-их, у време Прве интифаде, када су је девојке из боемских и панк кругова носиле као шал око врата.
У раним 2000-им кефије су биле веома популарне међу младима у Токију, који су их често носили уз камуфлажну одећу. Тренд се вратио средином 2000-их у Сједињене Америчке Државе, Европу, Канаду и Аустралију, када је кефија постала модни додатак, најчешће као шал око врата у хипстерским круговима. Продавнице попут Urban Outfitters и TopShop увеле су кефије у свој асортиман. Међутим, након контроверзи око тога што су ове радње означиле кефије као „антиратне шалове“, Urban Outfitters их је повукао из продаје.
У пролеће 2008. године, кефије у бојама као што су љубичаста и боја мауве делиле су се уз модне часописе у Шпанији и Француској. У Уједињеним Арапским Емиратима, мушкарци се све више одлучују за западне врсте шешира, док жене све више пристају на дупату, традиционалну јужњачку мараму за покривање главе.
Питање присвајања кефије као модног израза од стране не-арапских носилаца, одвојено од њеног политичког и историјског значења, било је предмет контроверзи последњих година. Иако се кефија често носи као симбол солидарности с палестинским борцима, модна индустрија је у многим случајевима занемарила њен значај користећи њен узорак у свакодневној одећи. На пример, 2016. године TopShop је изашао са „комбинезоном-шалом“ украшеним кефија узорком, што је изазвало оптужбе за културно присвајање, па је произвођач на крају повукао тај модел из продаје.